# Heteropterys glabra
Heteropterys glabra är en tvåhjärtbladig växtart som beskrevs av William Jackson Hooker och Arn.. Heteropterys glabra ingår i släktet Heteropterys och familjen Malpighiaceae. Inga underarter finns listade i Catalogue of Life.